# Cambridgea foliata
Espèce
Synonymes
- Tegenaria foliata L. Koch, 1872

Cambridgea foliata est une espèce d'araignées aranéomorphes de la famille des Desidae.

## Distribution
Cette espèce est endémique de Nouvelle-Zélande.

## Publication originale
- L. Koch, 1872 : Die Arachniden Australiens. Nürnberg, vol. 1, p. 105-368 (texte intégral).